# Echeandia
Echeandia és un gènere amb 92 espècies de plantes suculentes que pertany a la família de les Agavàcies.

## Espècies seleccionades
- Echeandia aequatoris Ravenna
- Echeandia albiflora M.Martens i Galeotti
- Echeandia altipratensis Cruden
- Echeandia atoyacana Cruden[3]